# Critici literari maramureșeni
- Laurențiu Ulici - (1946-2000). Critic literar. Președinte al USR (1995-2000). Volume: „Recurs” (1971), „Prima verba” (1974), „Biblioteca Babel” (1978), „Confort Procust” (1983), „Literatura română contemporană” (1995).
- Gheorghe Glodeanu - Născut pe 9 decembrie 1957; Critic literar. Doctor în științe filologice. Profesor universitar. Membru fondator al revistei „Poesis” și „Pleiade” (Satu Mare), „Archeus” și „Nord Literar” (Baia Mare). Debut cu eseul „Metamorfozele timpului” în Tribuna (1981). Premiu pentru critică acordat de revista Tribuna (1986), premiu pentru debut la Salonul de Carte și Publicistică (Cluj, 1994) etc. Membru USR. Volume: „Fantasticul în proza lui Mircea Eliade” (1993), „Eseuri” (1996), „Dimensiuni ale romanului contemporan” (1998), „Poetica romanului românesc interbelic” (1998) etc.
- Augustin Cosmuța